# 張存義
張存義（1515年—？），字宜甫，號懷沙，福建建寧府建安縣人，民籍，明朝政治人物。

## 生平
嘉靖二十八年（1549年）己酉科福建鄉試第八十八名舉人。嘉靖三十二年（1553年）中式癸丑科會試第三百三十七名，三甲第一百四十四名進士。刑部观政，授广东番禺知县，升刑部主事，历员外、郎中，嘉靖四十二年（1563年）担任广东惠州府知府。隆庆二年（1568年）升任两浙都转运盐使司运使。

## 家族
曾祖張鐩；祖父張文振；父張祥，母卓氏。兄存仁，弟存禮、存忠、存智、存信、存恕。